# Manizha

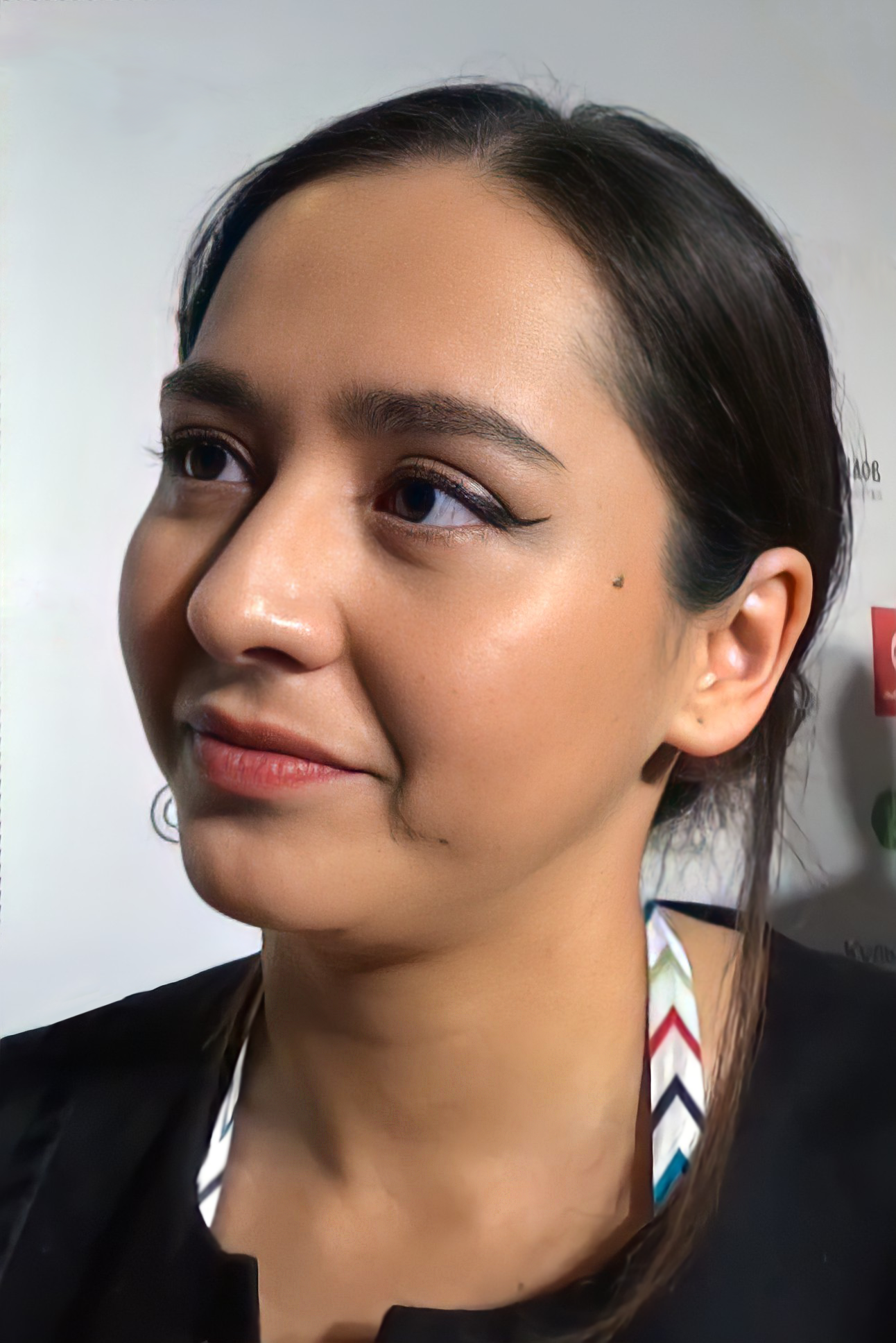
Manizha im Jahr 2018

Manizha, Aussprache [maˈniːʒa]; eigentlich Manischa Dalerowna Sangin (russisch Манижа Далеровна Сангин), geborene Chamrajewa (russisch Хамраева, tadschikisch Ҳамроева Hamrojewa), * 8. Juli 1991 in Duschanbe, Tadschikische SSR, ist eine russische Sängerin, Komponistin und Aktivistin tadschikischer Abstammung. Sie vertrat Russland beim Eurovision Song Contest 2021 in Rotterdam mit dem Lied Russian Woman.

## Karriere
Sangin kam in der tadschikischen Stadt Duschanbe zur Welt. Als Kind floh sie mit ihrer Familie vom dortigen Bürgerkrieg nach Moskau. Dort begann sie im Alter von fünf Jahren eine Musikschule zu besuchen, als Jugendliche begann sie, eigene Lieder zu schreiben. Sie wirkte in ihrer Jugend bei verschiedenen Gesangswettbewerben mit. An der Russischen Staatlichen Geisteswissenschaftlichen Universität begann sie ein Psychologie-Studium. Später zog sie für einige Zeit nach Sankt Petersburg, wo sie zunächst als Sängerin für Bands tätig war. Ihre Solo-Karriere führte sie nach dieser Zeit unter anderem auch nach London und New York.
Im Jahr 2017 veröffentlichte sie ihr Debüt-Soloalbum Manuscript. Es folgte 2018 das Album ЯIAM. 2020 wurde sie bei den MTV Europe Music Awards als Best Russian Act nominiert.
Im März 2021 gewann sie den russischen Eurovision-Vorentscheid Ewrowidenije 2021 – Nazionalny otbor. In der Sendung verkündete zunächst die russische Band Little Big, dass sie nach dem ausgefallenen Eurovision Song Contest 2020 Russland im Jahr 2021 nicht vertreten wolle. Dass Sangin damit Russland mit dem Lied Russian Woman beim Eurovision Song Contest 2021 vertreten werde, führte in Russland zu Kritik von konservativen Stimmen. Die Sängerin wurde unter anderem dafür angegriffen, dass sie das Land aufgrund ihrer tadschikischen Wurzeln nicht vertreten solle. In einem Interview mit der BBC berichtete sie von Todesdrohungen, die sie in der Folge ihres Siegs bei der nationalen Vorentscheidung erhielt. Ihrem Lied wurde zudem unter anderem von orthodoxen Vereinigungen vorgeworfen, männerfeindliche Textbestandteile zu beinhalten. Beim Song Contest schließlich erreichte der Titel den neunten Platz.

## Engagement
Sangin setzt sich unter anderem gegen Fremdenfeindlichkeit und häusliche Gewalt ein. Sie erklärte, dass sie in den westlichen Ländern möglicherweise als sehr vorsichtige Feministin angesehen werde, sie in ihrer Heimat aber unter anderem aufgrund ihrer body-positiven Posts und ihrer Unterstützung der LGBT-Gemeinschaft als radikal gelte. Im Jahr 2022 machte sie auch ihre Ablehnung des russischen Aggressionskrieges gegen die Ukraine deutlich und nannte diesen einen „Bruderkonflikt“, der „gegen den Willen des russischen Volkes“ geführt werde. Sie sah sich daraufhin vermehrter Kritik und zum Teil Drohungen in Internetplattformen ausgesetzt. Sangin begründete ihre Opposition zum Krieg mit den eigenen Erfahrungen im Bürgerkrieg in Tadschikistan.

## Diskografie

### Alben
- 2017: Manuscript
- 2018: Яiam
- 2022: Колыбель для повзрослевшего

### Live-Alben
- 2021: Russian Woman Show (Live) (mit Kirill Richter)

### EPs
- 2019: Womanizha
- 2024: Hope
- 2025: Ocha (mit Liz Horsman)

### Singles (Auswahl)
- 2018: изумруд
- 2019: Сейчас дважды не случится
- 2019: НЕДОСЛАВЯНКА
- 2021: Russian Woman